# 吉勒门格勒姆
吉勒门格勒姆（Keeramangalam）是印度泰米尔纳德邦布杜戈代县的一个城镇。总人口7758（2001年）。

## 人口
该地2001年总人口7758人，其中男性3872人，女性3886人；0—6岁人口748人，其中男385人，女363人；识字率73.59%，其中男性为81.66%，女性为65.54%。